# Monodia

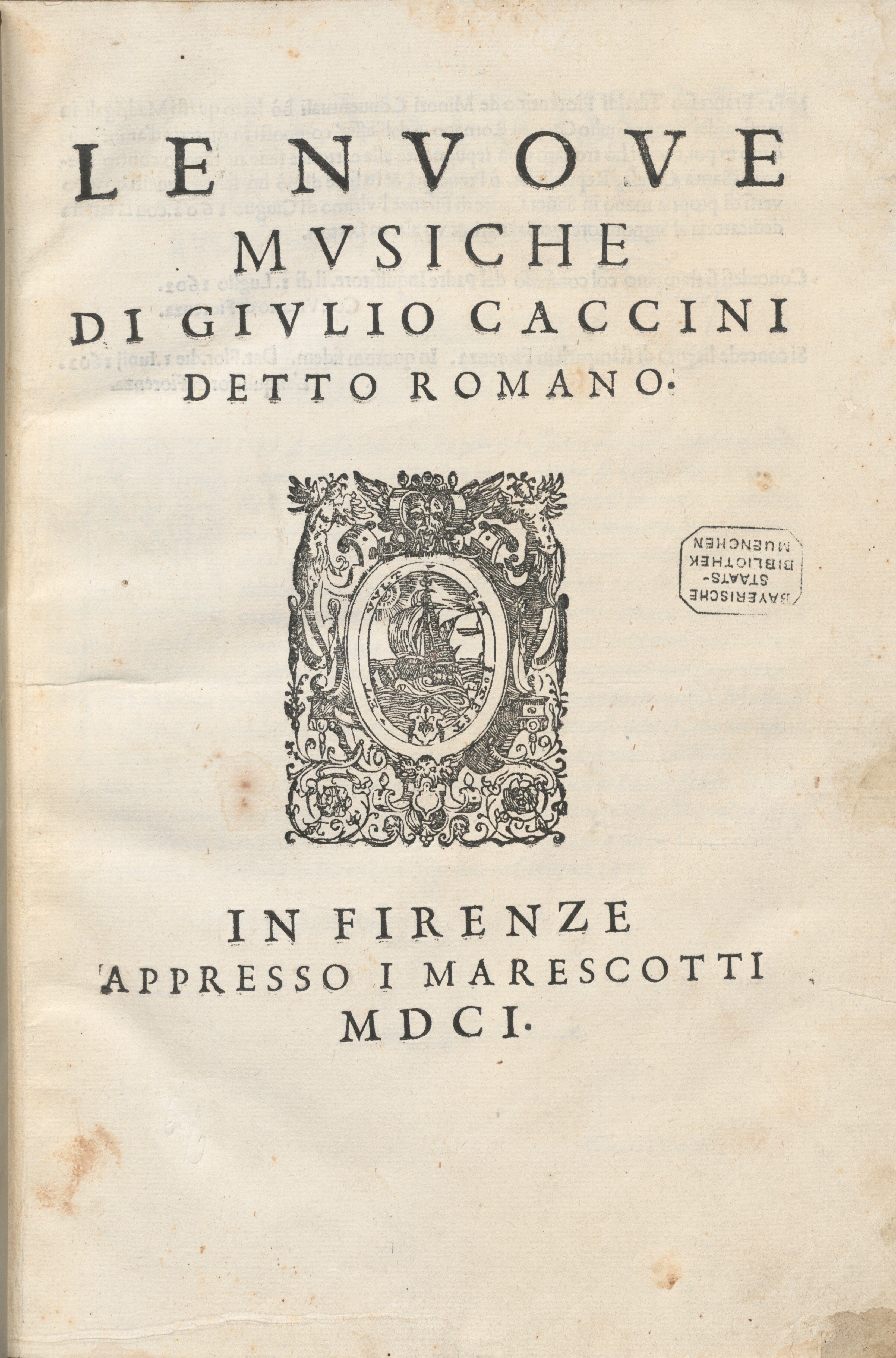
Capa do tratado de Giulio Caccini, Le Nuove Musiche (1601), livro de canções de estilo monódico.

Em música, o termo monodia ou monódia (do grego μονῳδία, transl. monodía, termo composto de μόνος, monos, 'único', e ᾠδή, ōdè, 'canto') pelo latim monodĭa,ae, no sentido de 'canto de uma pessoa só'), geralmente designa uma composição musical para uma só voz (uma única melodia), em contraposição à polifonia. Todavia, o significado do termo variou ao longo da história e, em consequência disso, a palavra pode se referir a dois conceitos diferentes:
- (i) A monodia ou monofonia, que é a textura musical característica da música medieval,  com o canto a uma só voz, sem acompanhamento instrumental, como o canto gregoriano.
- (ii) A monodia acompanhada, proveniente do estilo criado pela Camerata Florentina em fins do século XVI, na qual o canto de uma única voz solista é acompanhado de um ou mais instrumentos (alaúde ou baixo contínuo). A rigor, essa textura não é monódica, mas de melodia acompanhada.

Na poesia, o termo 'monodia' refere-se a um poema, no qual uma pessoa lamenta a morte de outra. Já no contexto de literatura da Grécia antiga, monodia podia referir-se simplesmente  à poesia cantada por um único cantor - em vez de um coro.
Depois de 1600, o estilo monódico, estará presente no recitativo, na ária de corte, na  cantata, na ópera, no Lied, na melodia e na canção artística em geral.

## Monodia e monofonia
Monodia  pode ser sinônimo de monofonia, quando esta refere-se à  música constituída por uma única linha melódica, sem acompanhamento. Existe uma similaridade entre esta definição de monofonia e a primeira definição de monodia, acima ('"i"'). Contudo, a monodia está em oposição a homofonia e a polifonia.

## Monodia na História
Embora essa forma musical  possa ser encontrada em várias culturas ao longo da história, o termo monodia é em geral aplicado à canção Italiana do início do século XVII.
A monodia contrasta com a polifonia, na qual cada parte é igualmente importante, e  com a homofonia, em que o acompanhamento não é ritmicamente independente.
O termo, que tanto pode designar a forma musical quanto para uma canção específica, é uma invenção dos estudiosos: nenhum compositor do século XVII jamais classificou alguma obra sua como monodia.
Composições do gênero monódico podem ser madrigais, motetos, ou até concertos.
Na monodia  que desenvolveu em 1580 pela tentativa da Camerata Fiorentina em restaurar ideias da Grécia Antiga de melodia e declamação (provavelmente com pouca precisão histórica), uma voz solo canta uma parte melódica, em geral com bastante ornamentação, por cima da parte de um baixo ritmicamente independente. Os instrumentos de acompanhamento podiam ser um alaúde, um chitarrone, uma teorba, um cravo, um órgão, e até, em certas ocasiões, um violão. Enquanto algumas monodias foram arranjos escritos para pequenos grupos das músicas originalmente escritas para grupos grandes que eram mais comum no fim do século XVI, especialmente da escola veneziana, a maior parte das monodias foi escrita individualmente e com um balanço melhor entre as partes dos instrumentos.
Outros segmentos que surgiram na monodia foram o madrigal e o moteto, ambos desenvolvidos como formas para solo depois de 1600 e ideias emprestadas da monodia.
Na monodia, as passagens de maiores contrastes podiam ser mais melódicas ou mais declamatórias; esses dois estilos de apresentação afinal desenvolveram-se na ária e no recitativo, e a forma resultante integrou-se na cantata, por volta de 1635.
O desenvolvimento paralelo da canção solo com acompanhamento, na França, era chamado de aria de cour: o termo monodia não é normalmente dado a estas canções mais conservatistas, entretanto, quais preservaram muitas características da chanson da Renascença.
Um tratado antigo e importante sobre monodia se encontra na coleção de canções de Giulio Caccini, Le Nuove Musiche (Florença, 1601).

## Principais compositores de monodias
- Emilio de' Cavalieri (c.1550 - 1602)
- Bartolomeo Barbarino (c.1568 - c.1617)
- Jacopo Peri (1561 - 1633)
- Claudio Monteverdi (1567 - 1643)
- Alessandro Grandi (1586 - 1630)
- Giovanni Pietro Berti (d. 1638)
- Sigismondo d'India (c.1582 - 1629)
- Claudio Saracini (1586 - 1630)
- Benedetto Ferrari (c.1603 - 1681)